# Patrick Rapp

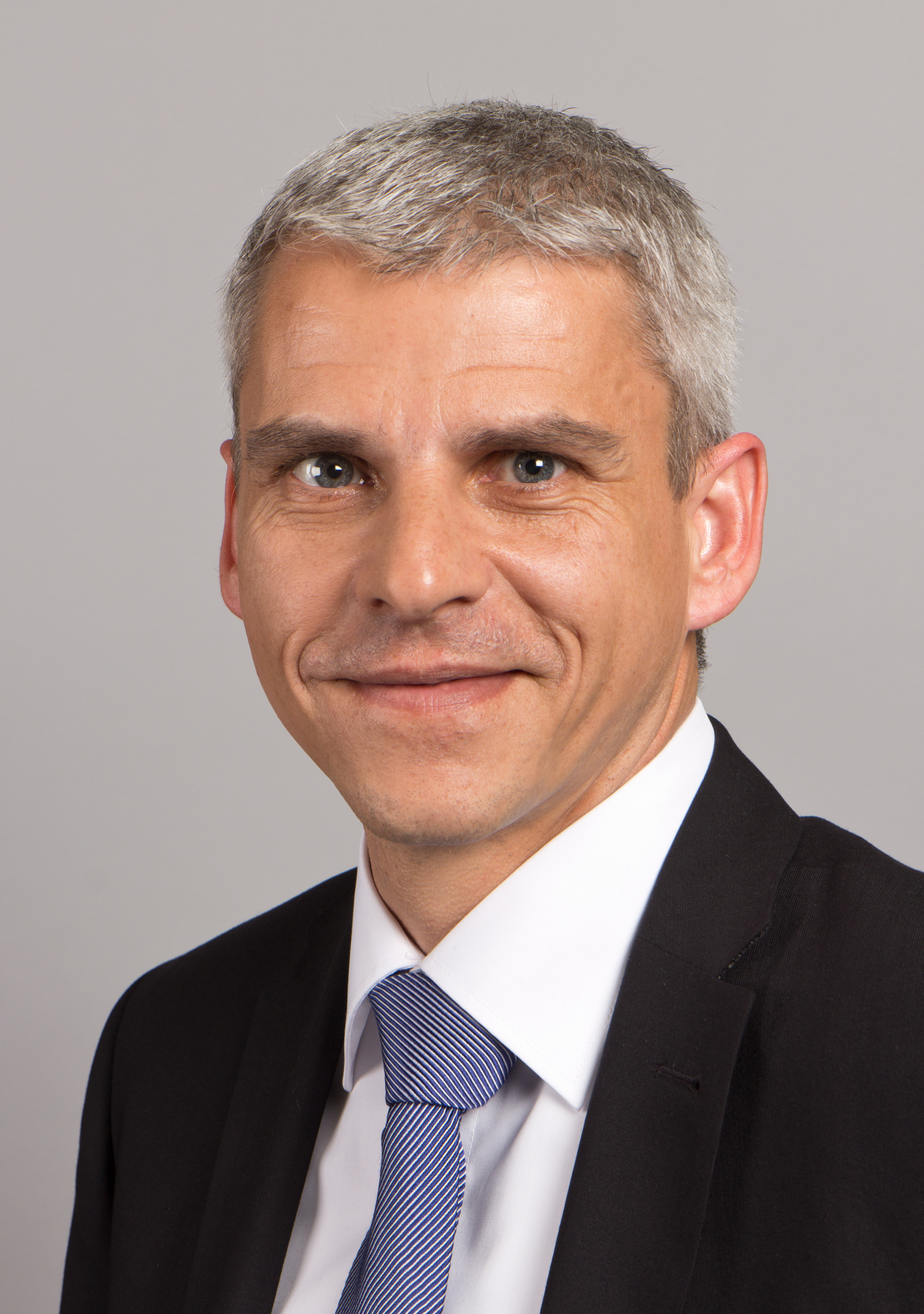
Patrick Rapp, 2013

Patrick Rapp (* 28. Januar 1969 in Stuttgart) ist ein deutscher Politiker (CDU). Er ist seit 2011 Abgeordneter im Landtag von Baden-Württemberg und seit 2021 Staatssekretär im baden-württembergischen Ministerium für Wirtschaft, Arbeit und Tourismus. 

## Leben
Rapp wuchs im oberschwäbischen Mengen auf. Sein Abitur absolvierte er am Kreisgymnasium Riedlingen. Anschließend arbeitete er von 1990 bis 1993 zunächst im Rettungsdienst in Sigmaringen und war auf der Feuerwehr- und Rettungsleitstelle tätig. Er studierte von 1993 bis 1997 Forstwissenschaft in Freiburg und wurde dort 2001 mit einer Arbeit, angefertigt am Institut für Forstpolitik, promoviert. Von 2001 bis 2003 war er Assistent der Geschäftsleitung bei der Ludwig Bierhalter GmbH in Talheim. Von 2004 bis 2014 arbeitete er als Personalleiter bei der Dold Holzwerke GmbH in Buchenbach. Von 2014 bis 2016 war er als leitender Angestellter in Teilzeit bei der a/m/e Gesellschaft für Personaldienstleistungen mbH tätig.
Rapp ist verheiratet und hat vier Kinder. Er lebt in Oberried. Rapp ist katholischer Konfession.

## Politik
Seit 1985 ist Rapp politisch tätig, zunächst als Mitglied der Jungen Union, später der CDU im Stadtverband Mengen und im Kreisverband Sigmaringen. Von 2006 bis 2018 war er Leiter des CDU-Ortsverbandes Oberried und seit Februar 2009 Vorsitzender des CDU-Kreisverbands Breisgau-Hochschwarzwald. Ferner ist er seit 2009 ehrenamtlicher Gemeinderat in Oberried und Vertreter des Landkreises Breisgau-Hochschwarzwald im Regionalverband Südlicher Oberrhein. Bei der Landtagswahl 2011 wurde Rapp im Landtagswahlkreis Breisgau direkt gewählt, bei den Landtagswahlen 2016 und 2021 erhielt er das dortige Zweitmandat. Seit Mai 2021 ist er im Kabinett Kretschmann III Staatssekretär im baden-württembergischen Ministerium für Wirtschaft, Arbeit und Tourismus. 
Als Abgeordneter des Wahlkreises Breisgau sind seine politischen Themen der Ausbau der Rheintalbahn, der Weiterbau der B31 West, der Ausbau Breisgau-S-Bahn 2020, die Abschaltung des Kernkraftwerks Fessenheim, die Beibehaltung des Anbaustopps und der Hochwasserschutz am Rhein ein. Rapp spricht sich für den Fortbestand des gegliederten Schulsystems aus. Er ist zudem Mitglied des Aufsichtsrats von Forst Baden-Württemberg AöR.

## Schriften
- Die Kooperation in forstwirtschaftlichen Zusammenschlüssen. Eine Untersuchung am Beispiel der Forstbetriebsgemeinschaften in Baden-Württemberg. Dissertation Universität Freiburg. 196 S. 2000.